# Разтока (притока Орави)
Разтока (словац. Ráztoka) — річка в Словаччині, права притока Орави, протікає в окрузі Тврдошін.
Довжина приблизно 6.9 км. Витік знаходиться в масиві Оравська Магура (геоморфологічна підодиниця Будін; схил гори Прєгиб) — на висоті близько 915 метрів. Впадає річка Глдочин. Протікає територією села Ніжна.
Впадає в Ораву на висоті приблизно 500-505 метрів.